# 布鲁索
布鲁索是葡萄牙布拉干萨区的一个堂区。总面积31.54平方公里，总人口265人，人口密度8.4人/平方公里。